# Louis Gaspard de Ricous
Louis Gaspard de Ricous (lub: Rigous) (ur. (?), zm. 1709) – francuski dyplomata.
W latach 1701–1704 był posłem nadzwyczajnym (envoyé extraordinaire) Królestwa Francji i Ludwika XIV do Elektoratu Bawarii (Monachium), państwa połączonego z Francją sojuszem wojskowym i wspieranego subsydiami wojennymi z Wersalu.